# Definition (Dirty Rotten Imbeciles)
Definition è il sesto album dei Dirty Rotten Imbeciles, pubblicato nel 1992 dalla Rotten Records.

## Tracce
1. Acid Rain – 4:31
2. Tone Deaf – 2:28
3. Guilt Trip – 4:33
4. Hardball – 3:20
5. The Application – 4:25
6. Paying to Play – 3:00
7. Say It – 4:15
8. Dry Heaves – 1:35
9. Don't Ask – 5:14
10. Time Out – 3:40
11. Let It Go – 5:18
12. You – 1:56
13. The Target – 4:49

## Formazione
- Kurt Brecht – voce
- Spike Cassidy – chitarra, basso
- John Menor – basso
- Ron Rampy – batteria